# Zdeněk Šejnost
Zdeněk Šejnost (28. srpna 1921 Praha – 24. dubna 2002 Telč) byl český akademický sochař, pedagog VŠUP, restaurátor historických plastik a malíř, člen umělecké Skupiny 66, syn sochaře a medailéra Josefa Šejnosta.

## Rodina

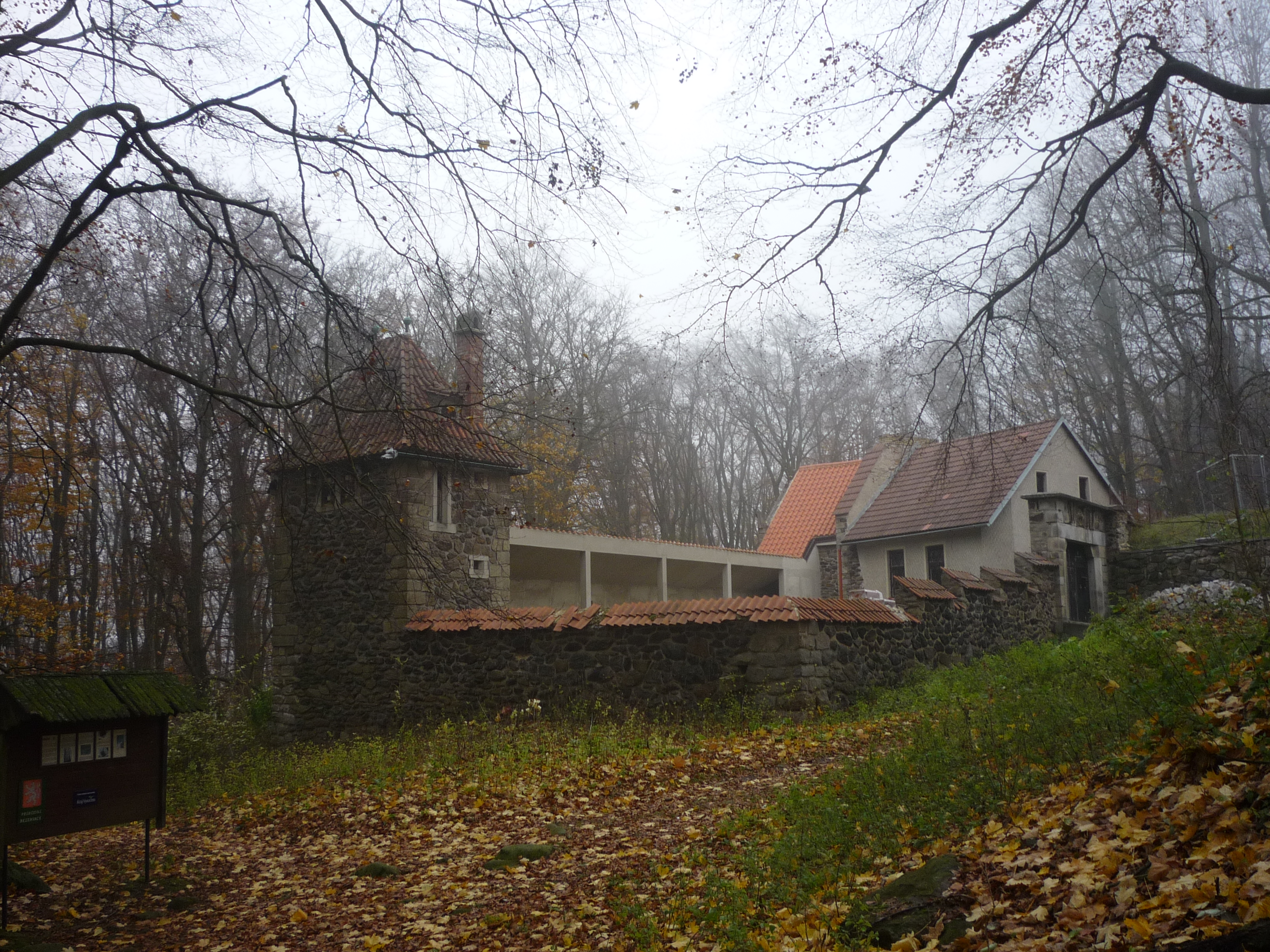
Větrný zámek na vrchu Křemešník

Otec Josef se narodil v obci Těšenov u Horní Cerekve a vystudoval vysokou školu uměleckoprůmyslovou v Praze. Stal se studentem Stanislava Suchardy a Jana Preislera. Pod Suchardovým vlivem se v roce 1911 definitivně rozhodl věnovat se výhradně drobné plastice, zejména medailérství a plaketám. Další vliv na něj měla také jeho mnohem mladší manželka Marta Kalinová se kterou se oženil 2. května 1918. Ta měla vzdělání a literární talent (vlastní články a fejetony publikovala v novinách a časopisech). Její společenské a kulturní styky pomáhaly otci získávat další přátele a také vedla ve francouzštině korespondenci s pařížskou mincovnou, kde byly v roce 1923 raženy návrhy otcových zlatých dukátů. Otec měl ateliér v Praze, později pobýval i s rodinou také na Větrném zámku. Byl aktivním členem tělovýchovného spolku Sokol, pracoval v jeho umělecké komisi a věnoval mu bez nároku na honorář některé své návrhy. Obdivoval české legionáře, některým zhotovil pamětní desky.
Josef a Marta měli dva syny, Dmitrije a Zdeňka, kterým otec poskytoval prostředky na jejich vzdělání. Zdeněk, který byl umělecky nadán, pokračoval v jeho započatém díle i po smrti svého otce.
Dnes z rodu žije v České republice Sára Šejnostová *24.08.1997. Vystudovala uměleckou školu v oboru užité malby. Věnuje se váleristické malbě portrétů a aktů.

### Větrný zámek
V roce 1929 přenechalo město Pelhřimov otci parcelu, na které potom deset let budoval svůj Větrný zámek, kde mělo být také muzeum mincí. Sídlo na vrchu Křemešník nedalekého Těšenova mu navrhl jeho přítel architekt Kamil Hilbert. Po smrti otce převzal vilu Zdeněk.

## Život
Po maturitě nastoupil v roce 1940 na Uměleckoprůmyslovou školu v Praze, kde byl jeho profesorem Jaroslav Horejc.
Po uzavření školy v roce 1944 byl totálně nasazen a pracoval v kovoliteckém závodě Franty Anýže. Po 2. světové válce a po základní vojenské službě ukončil úspěšně studium. Stal se asistentem Josefa Fojtíka.

## Tvorba
- busta Josefa Lady v Hrusicích

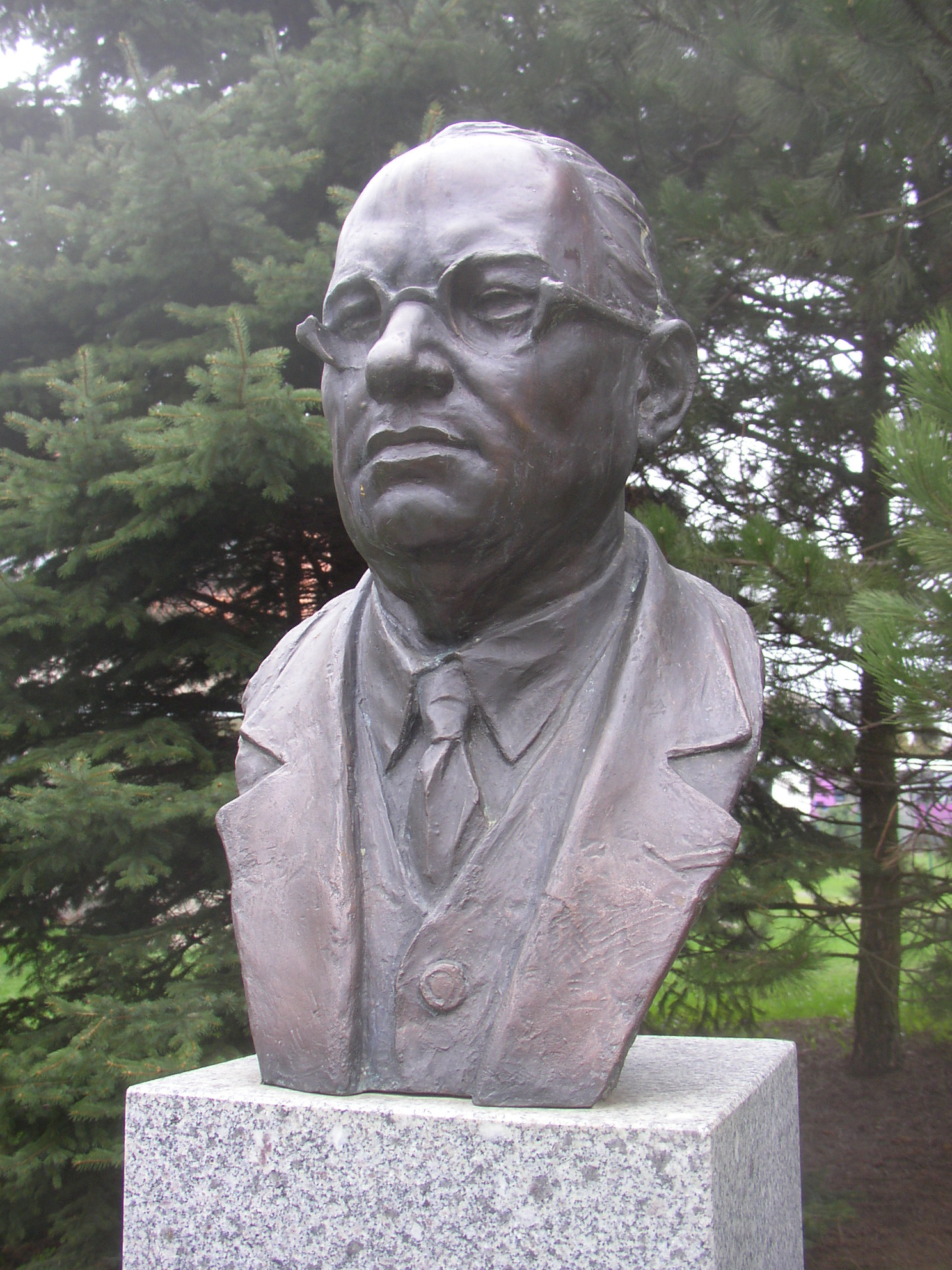
busta Josefa Lady v Hrusicích

- pamětní desky na domech v Pelhřimově